# 19. sekretariát ústředního výboru Komunistické strany Číny
19. sekretariát ústředního výboru Komunistické strany Číny (čínsky v českém přepisu Čung-kuo kung-čchan-tang ti-š’-ťiou-ťie čung-jang šu-ťi-čchu, pchin-jinem Zhōngguó Gòngchǎndǎng dìshíjiǔjiè Zhōngyāng Shūjichù, znaky 中国共产党第十九届中央书记处) byl v letech 2017–2022 skupinou několika členů ústředního výboru Komunistické strany Číny, která byla částí širšího vedení Komunistické strany Číny a podílela se na každodenním řízení strany jako výkonný orgán politbyra a stálého výboru politbyra.
Devatenáctý sekretariát byl zvolen 25. října 2017 na prvním zasedání 19. ústředního výboru zvoleného na závěr XIX. sjezdu KS Číny. Sekretariát sestával ze sedmi osob (stejně jako v předešlém volebním období) – vedl jej Wang Chu-ning jako výkonný tajemník, členy sekretariátu byli dále Ting Süe-siang, Jang Siao-tu, Čchen Si, Kuo Šeng-kchun, Chuang Kchun-ming a Jou Čchüan. Z minulého volebního období nezbyl v sekretariátu nikdo, Wang Chu-ning byl tajemníkem sekretariátu v 17. volebním období (v letech 2007–2012), ostatní tajemníci byli v sekretariátu noví.
Z hlediska zastávaných funkcí a úřadů tajemníci sekretariátu vedli nejdůležitější sekce stranického aparátu: oddělení propagandy (Chuang Kchun-ming, přičemž celkové vedení práce v oblasti ideologie a propagandy měl výkonný tajemník sekretariátu Wang Chu-ning jako předseda Ústřední komise pro řízení výstavby duchovní civilizace, stejně jako v minulém volebním období byl vrchním ideologem Liou Jün-šan), organizačního oddělení (Čchen Si), kanceláře ÚV (Ting Süe-siang), Jang Siao-tu působil v kontrolní a disciplinární komisi strany a navíc předsedal státní kontrolní komisi. V sekretariátu již nepracovali reprezentanti celostátního výboru Čínského politického poradního shromáždění a státní rady, jejich místa zaujali tajemník politické a právní komise Kuo Šeng-kchun a vedoucí oddělení jednotné fronty ÚV Jou Čchüan.
Po následujícím XX. sjezdu strany (roku 2022) tři členové sekretariátu povýšili do politbyra (Wang Chu-ning, Ting Süe-siang a Chuang Kchun-ming), ostatní opustili vedení strany; tudíž všichni tajemníci zvolení po XX. sjezdu byli v sekretariátu nováčci.

## Složení sekretariátu
Jako úřad je uvedeno zaměstnání a funkce vykonávané v době členství v sekretariátu.
| Minulé období                  | Jméno                         | Rok narození                  | Úřady a funkce | Úřady a funkce                   | Úřady a funkce                | Další období                  |
| Minulé období                  | Jméno                         | Rok narození                  | civilní stranické | civilní státní a jiné            | vojenské                      | Další období                  |
| Výkonný tajemník sekretariátu  | Výkonný tajemník sekretariátu | Výkonný tajemník sekretariátu | Výkonný tajemník sekretariátu | Výkonný tajemník sekretariátu    | Výkonný tajemník sekretariátu | Výkonný tajemník sekretariátu |
| ------------------------------ | ----------------------------- | ----------------------------- | --- | -------------------------------- | ----------------------------- | ----------------------------- |
| 18. politbyro, 17. sekretariát | Wang Chu-ning 王沪宁          | 1955                          | člen stálého výboru politbyra, předseda ústřední komise pro řízení výstavby duchovní civilizace, ředitel Politického výzkumného úřadu ÚV (do října 2020) |                                  |                               | 20. politbyro                 |
| Ostatní tajemníci sekretariátu |                               |                               | |                                  |                               |                               |
| –                              | Ting Süe-siang 丁薛祥         | 1962                          | člen politbyra, vedoucí Hlavní kanceláře ÚV |                                  |                               | 20. politbyro                 |
| –                              | Jang Siao-tu 杨晓渡           | 1953                          | člen politbyra, zástupce tajemníka Ústřední komise pro kontrolu disciplíny                                                                               | předseda Státní kontrolní komise |                               | –                             |
| –                              | Čchen Si 陈希                 | 1953                          | člen politbyra, vedoucí organizačního oddělení ÚV, ředitel Ústřední stranické školy                                                                      |                                  |                               | –                             |
| –                              | Kuo Šeng-kchun 郭声琨         | 1954                          | člen politbyra, tajemník ústřední politické a právní komise                                                                                              |                                  |                               | –                             |
| –                              | Chuang Kchun-ming 黄坤明      | 1956                          | člen politbyra, místopředseda ústřední komise pro řízení výstavby duchovní civilizace, vedoucí oddělení propagandy ÚV                                    |                                  |                               | 20. politbyro                 |
| –                              | Jou Čchüan 刘奇葆             | 1953                          | člen ÚV, vedoucí oddělení jednotné fronty ÚV |                                  |                               | –                             |